# Íñigo Fernández de Velasco y Mendoza

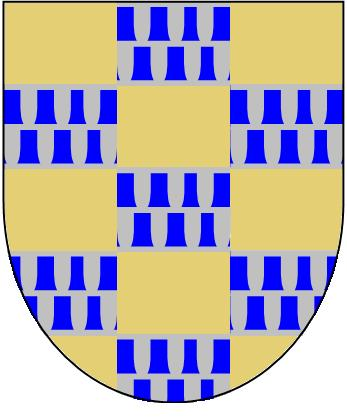
Wappen der Familie Velasco

Íñigo Fernández de Velasco y Mendoza (* 1462; † 17. September 1528 in Madrid) war der achte Condestable de Castilla, darüber hinaus übernahm er von seinem im Jahre 1512 verstorbenen Bruder den Grafentitel Conde de Haro und den Herzogstitel Duque de Frías. Karl V. ernannte ihn zu seinem persönlichen Kammerdiener und Mundschenk, womit jedoch keine Aufgaben, sondern nur Privilegien – so der jederzeitige Zutritt zum Herrscher – verbunden waren. Als Anerkennung seiner Verdienste erhielt er als einer der ersten Spanier im Jahre 1518 den von den Herzögen von Burgund gestifteten und durch das ‚burgundische Erbe‘ an die spanischen Habsburger gelangten Orden vom Goldenen Vlies.

## Leben

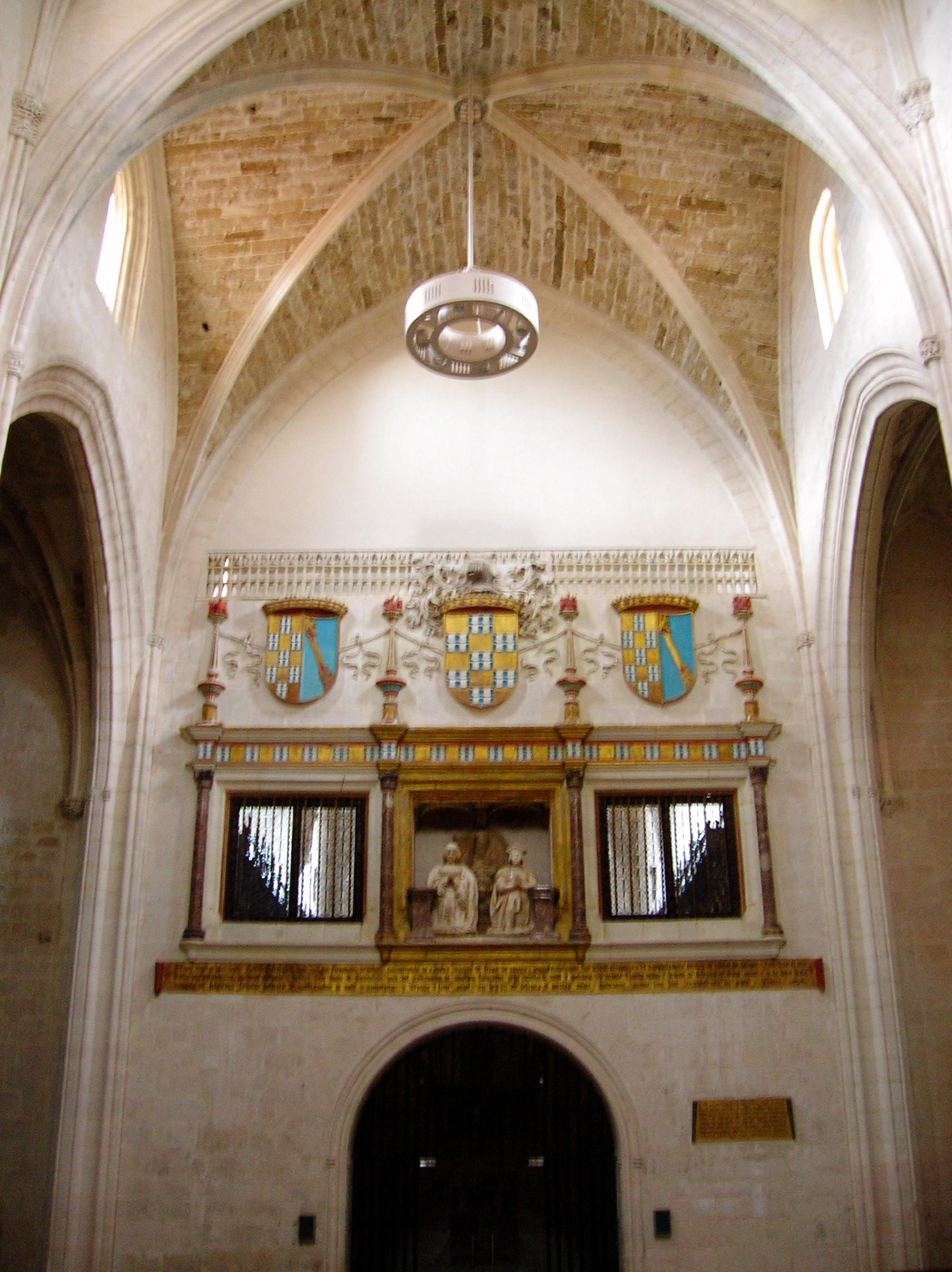
Grab von Íñigo Fernández de Velasco y Mendoza und seiner Frau María de Tovar

Íñigo war der zweitälteste Sohn von Pedro Fernández de Velasco y Manrique de Lara und Mencía de Mendoza sowie der jüngere Bruder von Bernardino Fernández de Velasco y Mendoza. Im Jahr 1480 heiratete er auf Vermittlung seines Vaters María de Tovar y Vivero, die Miterbin des alteingesessenen Hauses Tovar, die die Orte Berlanga und Gelves sowie andere Besitztümer mit in die Ehe brachte. An der Seite seines Vaters nahm er am Feldzug zur Rückeroberung Granadas teil; sein Vater verstarb jedoch noch im selben Monat (Januar 1492). Nach dem Tod des Vaters gab es zwischen den Brüdern heftige Streitigkeiten um das Erbe, die Bernardino zunächst zu seinen Gunsten entscheiden konnte. Da Íñigo als Zweitältester von den ganz großen Staatsaufgaben entbunden war, verlegten er und seine Frau sich auf die Vergrößerung ihres Erbes. 1495 machte María de Tovar eine Erbschaft von ihrer Großmutter – sie erhielt die Ortschaft Villalba del Alcor in der heutigen Provinz Huelva in Andalusien. Im Jahr 1507 erwarb sie durch den Kauf von Schuldscheinen des bisherigen Grundherrn die Stadt Osma sowie einige Dörfer im Umland, wodurch sie ihren Besitz bei Berlanga und Gelves geographisch abrunden konnte. Zwei Jahre später wurden die jeweiligen Besitztümer erbrechtlich zu einem Majorat verbunden; d. h., dass nur der älteste Sohn in der Folge erbberechtigt war. Im Jahr 1512 starb sein älterer Bruder Bernardino und Íñigo erbte letztendlich doch noch die väterlichen Besitztümer und alle seine Titel. Anlässlich einer Reise nach Deutschland übertrug Karl V. ihm und dem Kardinal Adrian von Utrecht vorübergehend das Amt eines Regenten.

## Bauten
Eindrucksvolle Zeugnisse der Bautätigkeit des Ehepaars sind das ‚Neue Schloss‘ (palacio nuevo) im strengen Herrera-Stil und die Kollegiatkirche Santa María del Mercado in Berlanga de Duero im Übergangsstil von Gotik und Renaissance.

## Tod und Nachkommen
Im November 1527 verstarb María de Tovar; ein knappes Jahr darauf verstarb auch Íñigo. Als Grabstätte der Eheleute war noch zu Lebzeiten die Kirche des Klarissenklosters Santa Clara in Medina de Pomar bestimmt worden, wo sie im Westen des Kirchenschiffes eine gemeinsame Grabstätte erhielten. Dort ist das Ehepaar als kniende Bronzefiguren inmitten zweier Lesepulte in immerwährender Anbetung mit Blick auf den Altar verewigt.
Das Ehepaar hatte sieben Kinder, darunter vier Töchter. Der älteste Sohn Pedro Fernández de Velasco y Tovar erbte das Vermögen und die Titel seines Vaters.